# Gil Cagné
Gil Cagné (1940 – Roma, 23 gennaio 2003) è stato un truccatore italiano di origine belga.

## Biografia
Inizia ad appassionarsi al make up sin da giovane e viene assunto dalla Max Factor, lavorando prima a Londra in Old Bond Street e in seguito a Parigi, Los Angeles, New York e Roma, dove accumula esperienze come
truccatore e come attore, collaborando anche con Andy Warhol.
Conosciuto come il "truccatore delle dive", a Hollywood lavora come visagista per attrici come Linda Christian, Lana Turner, Ava Gardner, Virna Lisi, Bette Davis e Liza Minnelli.
(GIl Cagné)
Negli Anni Sessanta ha inventato le ciglia finte a mazzetto ed anche il fard color albicocca (oggi noto come blush). Crea lo stile occhi quadrati sulla top model Wilhelmina, il motivo a coccinelle per truccare le ginocchia e l'indimenticabile donna tigre rappresentata da Veruschka in alcuni celebri scatti di Franco Rubartelli per Vogue.
Nel 1972, per volontà del proprietario Gilberto Iannozzi, Cagné dà vita al locale notturno Jackie O', dal nome di Jacqueline Kennedy Onassis e diventa protagonista della mondanità capitolina. Il locale viene frequentato da divi, nobili, giornalisti, notorietà provenienti da tutto il mondo, sia nella discoteca che nel ristorante sottostante "La Graticola". Cagné è coadiuvato in primis nel 1972 da Pietro De Lise, con il quale poi rilanciano per due anni il Piper col nome di Make Up proprio in onore di Gil Cagnè, in secundis nel '73 dal poeta e organizzatore Biagio Arixi. Con Arixi e l'attrice e PR Francesca Guidato Berger, Cagné diede vita con successo a un locale in Costa Smeralda a Porto Cervo, e nel 1982 a un nuovo locale in via Romagnosi a Roma, il Gil's, patron Nicola Giudice, frequentato anche questo da personaggi del jet-set italiano e internazionale. 
Dal 1996 al 2000 cura il make up delle aspiranti reginette al titolo di Miss Italia.
Viene citato da Rino Gaetano nel brano Jet Set, contenuto nell'ultimo LP del cantautore (1980). Partecipa al film La donna della domenica (1975), nel breve ruolo di un coiffeur intento a chiacchierare con Lina Volonghi mentre acconcia i capelli di Jacqueline Bisset. Appare in un cameo nel film a episodi Di che segno sei? (1975) e nel film Ciao marziano (1980).
Cagné muore il 23 gennaio 2003 nella sua casa romana, a causa di un infarto.

## Filmografia
- Storia di una monaca di clausura, regia di Domenico Paolella (1973)
- Dracula cerca sangue di vergine... e morì di sete!!!, regia di Paul Morrissey (1974)
- Di che segno sei?, regia di Sergio Corbucci (1975)
- La donna della domenica, regia di Luigi Comencini (1975)
- Ciao marziano, regia di Pier Francesco Pingitore (1980)